# Giovanni Vastola
Giovanni Vastola (San Valentino Torio, 20 aprile 1938 – Ravenna, 19 gennaio 2017) è stato un calciatore e allenatore di calcio italiano, di ruolo ala.

## Carriera
Cresciuto nella Palmese, passò nel 1959 alle Fiamme Oro Roma, squadra militante nel campionato di Serie D, con cui mise a segno 22 reti in due stagioni giocando prevalentemente come ala sinistra.
Nel 1961, a 23 anni, fu acquistato dal Lanerossi Vicenza, in Serie A. Debuttò in massima divisione il 22 ottobre in SPAL-L.R. Vicenza 1-0, rimanendo in forza ai veneti per quattro stagioni consecutive, di cui solo l'ultima da titolare, anche a causa di un grave infortunio nell'estate 1962. Incrementa ogni anno il numero di reti segnate fino ad un massimo di 8, nel campionato di Serie A 1964-1965.
Dopo l'exploit in maglia vicentina, nel 1965 passò al Bologna. Pur in concorrenza con Marino Perani per il ruolo di ala destra titolare, mise a segno 9 reti in 18 partite nella sua prima stagione con i rossoblu, mentre nell'annata successiva trovò meno spazio, disputando 10 partite con 4 reti.
Per ritrovare il posto da titolare si trasferì al Varese, sempre in Serie A. In coppia con il giovane Pietro Anastasi giocò 27 partite realizzando 7 reti, tra cui la quinta rete nella partita Varese-Juventus 5-0 del 4 febbraio 1968, realizzata con un pallonetto sull'uscita di Roberto Anzolin. Le prestazioni con la maglia del Varese gli valgono la chiamata dell'Inter, dove rimase fino al 1970: nella prima stagione, impiegato come riserva, collezionò 15 presenze con 7 reti, mentre nel campionato 1969-1970 scese in campo in un'unica occasione, in Coppa Italia.
Nel 1970 ritornò al Bologna, ancora come rincalzo (6 presenze e due reti), poi una brevissima esperienza in Canada col Toronto, prima di concludere la carriera nelle serie inferiori: nel campionato 1971-1972 militò nel Sorrento, in Serie B, senza poter evitare la retrocessione dei campani. In seguito disputò altre due stagioni con le maglie di Piacenza (realizzando 8 reti in 26 gare nel campionato di Serie C 1972-1973) e Derthona, con cui chiuse la carriera nel 1974.

### Allenatore
Dopo il ritiro intraprese l'attività di allenatore, guidando tra gli altri Cesenatico (con cui conquista la promozione in Serie C2), l'Adelaide Nicastro nel suo unico campionato di Serie C2 e Corigliano.

## Palmarès

### Giocatore

#### Competizioni internazionali
- Coppa di Lega Italo-Inglese: 1

Bologna: 1970